# When the Levee Breaks
Pistes de Blues Classics by Memphis Minnie
My Baby Don't Want Me No More You Got to Move, Pt. 1
When the Levee Breaks est une chanson de blues écrite et enregistrée par le duo Kansas Joe McCoy et Memphis Minnie en 1929. La chanson, dont le titre signifie « quand la digue se rompt », est écrite à la suite des bouleversements causés par la grande crue du Mississippi de 1927.
Cette chanson est retravaillée par le groupe rock Led Zeppelin en conclusion de leur quatrième album, sorti en 1971, soutenue par un fameux motif de batterie de John Bonham. Les paroles sont en partie reprises de l'enregistrement original. De nombreux autres artistes ont par la suite enregistré des versions de ce morceau ou bien l'ont joué sur scène.
Alors que la version de Led Zeppelin est encore sous droits d'auteur, la chanson originale de Kansas Joe McCoy et Memphis Minnie est passée dans le domaine public,.

## Origines
La version originale de When the Levee Breaks est produite par le duo de blues Kansas Joe McCoy et Memphis Minnie. Les dernières lignes de la chanson : « Going to Chicago; sorry but I can't take you » sont reprises dans Going to Chicago Blues de Jimmy Rushing et le Count Basie Orchestra. Au début de l'année 1927, la grande crue du Mississippi ravage l'État du Mississippi et les régions voisines. De nombreuses habitations, ainsi que l'économie agricole locale, sont dévastées. Beaucoup de familles doivent quitter leur foyer pour se rendre dans les villes industrielles du Midwest à la recherche de travail. Cela contribue à la grande migration des Afro-Américains du début du XXe siècle. Pendant les inondations et plusieurs années après, ce fut le sujet de nombreuses chansons de Delta blues, dont When the Levee Breaks. Cela explique les paroles « I works on the levee, mama both night and day, I works so hard, to keep the water away » (« Je travaille sur la digue, nuit et jour mama, je travaille si dur pour que l'eau reste loin ») et « I's a mean old levee, cause me to weep and moan, gonna leave my baby, and my happy home » (« C'est une sale vieille digue, qui me fait me lamenter et râler, je vais quitter ma chérie et ma joyeuse demeure »). La chanson s'attache principalement au moment où 13 000 personnes de Greenville sont évacuées vers une ville voisine, protégée par des digues plus hautes. Le tumulte qui aurait été causé si d'autres digues avaient rompu est le thème sous-jacent de la chanson,.

## Reprise de Led Zeppelin
Pistes de Led Zeppelin IV
Going to California
(7)
Led Zeppelin enregistre sa version de When the Levee Breaks en décembre 1970 à Headley Grange, avec le studio mobile des Rolling Stones après avoir tenté d'enregistrer le morceau dès le début des sessions de leur quatrième album aux studios Island, mais sans succès.
Leur version mélange un rythme de batterie de John Bonham, une guitare électrique et un harmonica plaintif, pour rappeler le caractère incessant de la tempête qui menace de faire céder la digue. Le tout est soutenu par la performance vocale du chanteur Robert Plant. Le chant est traité de différentes manières dans chaque couplet, par exemple un retard de phase est appliqué sur le troisième. Plant possède la version originale de l'enregistrement de McCoy & Minnie dans sa collection personnelle. Il supprime et réarrange une partie des paroles, en ajoute certaines de son cru (mais toujours liées à la crue du Mississippi) pour les associées à la mélodie complètement refondue.
D'après Jimmy Page, la structure de la chanson « était un riff sur lequel je travaillais, mais c'est vraiment le son de batterie de Bonzo qui fait la différence ici ». Cette fameuse partie de batterie est enregistrée par l'ingénieur du son Andy Johns en plaçant Bonham et une nouvelle batterie toute droit sortie de l'usine en bas d'une cage d'escalier à Headley Grange. L'enregistrement est réalisé à l'aide de deux microphones Beyerdynamic M160 placés en haut de cette même cage. C'est cela qui donne ce son caractéristique, à la fois résonnant et étouffé,. De retour au studio mobile des Rolling Stones, Johns compresse le son de la batterie à travers deux canaux et ajoute un écho à l’aide d’un Binson Echorec. Ce riff de batterie, très populaire dans la musique hip-hop et la dance pour son côté « lourd », est souvent samplé. Les membres survivants de Led Zeppelin ont d'ailleurs attaqué en justice les Beastie Boys pour leur utilisation de ce sample de batterie dans Rhymin & Stealin de l'album Licensed to Ill.
Page enregistre la partie d'harmonica jouée par Robert Plant en utilisant un effet de réverbération. Il place ensuite l'écho légèrement en avant de la piste de base, au mixage, créant un effet de répétition distinct. Une autre particularité est l'accordage de la guitare en open de fa et l’utilisation du bottleneck par Jimmy Page.
When the Levee Breaks est enregistré avec un tempo, puis ralentie en studio, ce qui explique le côté « gras », traînant, du son, particulièrement audible sur l'harmonica et les solos de guitare. Du fait du lourd travail apporté en studio, cette chanson est difficilement reproductible en live ; c'est pourquoi le groupe ne l'a jouée que lors de deux dates de leur tournée nord-américaine de 1975.
When the Levee Breaks est la seule chanson de l'album à ne pas avoir été remixée après un travail de mixage prétendument désastreux fait aux États-Unis (les autres pistes furent mixées à nouveau en Angleterre). Le mixage de cette chanson est donc bien l'originel.
C’est en mai 2008, dans une interview au magazine Uncut, que Page a détaillé les effets utilisés à la fin de la chanson :

« Q : Comment avez-vous obtenu l'effet tourbillonnant à la fin de When the Levee Breaks ? Je vous imagine toujours là, une manette à la main...
Page : C'est un peu ça, en fait. C'est intéressant, sur Levee Breaks il y a de l'harmonica à l'envers, de l'écho à l'envers, du phasing, et aussi du flanging, et à la fin on obtient ce son super-dense, en couches, qui est entièrement bâti autour de la piste de batterie. Et il y a Robert, constant au milieu, et tout commence à tourner autour de lui. Tout ça est fait en panning. »

Dans une autre interview, Page commente :

« When the Levee Breaks est probablement la chose la plus subtile de [l'album] en termes de production, parce que chaque 12-bar a quelque chose de neuf, même si ça ne paraît pas à première vue. Il y a beaucoup d'effets différents là-dessus qui n'avaient jamais été utilisés jusqu'alors. Du chant phasé, un solo d'harmonica avec écho passé à l'envers. »

Introduits au Rock'n'Roll Hall of Fame de 1995, les membres survivant de Led Zeppelin jouent le morceau augmenté d'un Neil Young parfaitement survolté au point qu'un Jimmy Page à la guitare semble se transformer en un membre de Crazy Horse !. Le lourd côté répétitif est renforcé par l'absence de montée chromatique de la version originale.

## Autres reprises
Beaucoup d'autres artistes ont fait des reprises de cette chanson soit en studio soit en public.
- Page and Plant l'ont jouée lors de leur passage dans l'émission MTV Unplugged et pendant leur tournée mondiale de 1995-96, parfois inversée avec Nobody's Fault but Mine[7],[8]. John Paul Jones l'a jouée lors de sa tournée pour ses deux albums solo[8].
- Alison Krauss l'a chantée avec le groupe de T-Bone Burnett et Plant à la guitare lors de l'émission de télévision CMT Crossroads pour la promotion de leur album Raising Sand.
- Robert Plant et Alison Krauss ont joué régulièrement cette chanson pendant leur tournée en Amérique et en Europe d'avril-mai 2008[13].
- Le groupe de reprises parodiques de Led Zeppelin, Dread Zeppelin, l'a enregistrée sur son deuxième album : 5,000,000.
- L'Orchestre philharmonique de Londres a présenté une version arrangée de celle de Led Zeppelin sur le CD Kashmir: Symphonic Led Zeppelin en 1997.
- Le groupe punk Judge a enregistré une reprise sur son maxi There Will Be Quiet (1990).
- W.A.S.P. en sorti une version sur le disque bonus de The Crimson Idol en 1991.
- John Campbell a repris la chanson sur l'album Howlin' Mercy en 1993.
- Le groupe français Kat Onoma a repris le rythme de batterie sur la chanson Reality Show de l'album Far from the Pictures en 1995.
- Jeff Buckley l'a reprise sur Rarities from NYC (contient des chansons enregistrées sur bande et jamais sorties) en 1996.
- Rosetta Stone la repris sur l'album An Eye for the Main Chance en 1991.
- Tori Amos la joua lors de son tour du monde 2005 durant un concert à Austin, Texas, quelques jours avant l'ouragan du 2 septembre 2005.
- Gov't Mule la joue dans ses concerts depuis 2005.
- A Perfect Circle joua une version dans leur album de reprises eMOTIVe en 2004. On constate peu de changement dans les paroles mais la mélodie est très différente de la version de Led Zeppelin.
- Le riff de batterie a inspiré la chanson Stain du groupe Megaphone sur leur album For Cryin' Out Loud. Le groupe a aussi joué des parties de la chanson originale à la fin de leur chanson Stain.
- Le riff de batterie a également été repris par Björk pour le morceau Army Of Me sur l'album Post (1995), et Beyoncé pour la chanson Don't Hurt Yourself sur l'album Lemonade (2016), et le sample exact par le groupe rock français Kat Onoma pour le morceau Reality Show de l'album Far from the Pictures (1999).
- Bob Dylan enregistra une version sous le nom The Levee's Gonna Break pour son album de 2006 Modern Times.
- Le compositeur de musique de film John Powell en enregistra une version pour le film L'Âge de glace 2 sorti en 2006.
- Kristin Hersh l'a reprit sur son EP de 1994 : Strings.
- Stream of Passion la joua en concert en 2006 et l'enregistra sur le second disque de l'album Live in the Real World.
- Buckwheat Zydeco enregistra cette chanson sur le single Lay Your Burden Down du 5 mai 2009. Cette version est jouée avec le guitariste blues Sonny Landreth.
- Eminem a utilisé le sample de la batterie pour sa chanson Kim parue sur The Marshall Mathers LP.
- Zepparella enregistre cette chanson en 2010 sur l'album A Pleasing Pounding[14].
- Ben Harper l'a jouée sur sa tournée en 2018, avec Charlie Musselwhite.

### Sources
- (en) Cet article est partiellement ou en totalité issu de l’article de Wikipédia en anglais intitulé « When the Levee Breaks » (voir la liste des auteurs).

- Led Zeppelin: Dazed and Confused: The Stories Behind Every Song, by Chris Welch,  (ISBN 1-56025-818-7)
- The Complete Guide to the Music of Led Zeppelin, by Dave Lewis,  (ISBN 0-7119-3528-9)